# Tennis aux Jeux panaméricains de 1967
Navigation
1963 1975
Les compétitions de tennis aux Jeux panaméricains de 1967 ont lieu du 24 au 30 juillet 1967 à Winnipeg, au Canada.

## Médaillés
| Simple messieurs | Thomaz Koch (BRA)                        | Herb Fitzgibbon (USA)                         | Arthur Ashe (USA)                           |  |  |  |
| Double messieurs | Brésil José Edison Mandarino Thomaz Koch | Mexique Marcello Lara Joaquín Loyo Mayo       | Équateur Pancho Guzmán Miguel Olvera        |  |  |  |
|                  |                                          |                                               |                                             |  |  |  |
| Simple dames     | Elena Subirats (MEX)                     | Patsy Rippy (USA)                             | Jane Albert (USA)                           |  |  |  |
| Double dames     | États-Unis Jane Albert Patsy Rippy       | Équateur María Eugenia Guzmán Ana María Ycaza | Canada Vicki Berner Faye Urban              |  |  |  |
|                  |                                          |                                               |                                             |  |  |  |
| Double mixte     | États-Unis Jane Albert Arthur Ashe       | Mexique Elena Subirats Luis Augusto García    | Équateur María Eugenia Guzmán Pancho Guzmán |  |  |  |

## Tableau des médailles
| * | Pays hôte |

| Rang  | Nation     | Or | Argent | Bronze | Total |
| ----- | ---------- | -- | ------ | ------ | ----- |
| 1     | États-Unis | 2  | 2      | 2      | 6     |
| 2     | Brésil     | 2  | 0      | 0      | 2     |
| 3     | Mexique    | 1  | 2      | 0      | 3     |
| 4     | Équateur   | 0  | 1      | 2      | 3     |
| 5     | Canada *   | 0  | 0      | 1      | 1     |
| Total | Total      | 5  | 5      | 5      | 15    |